# 前岐镇
前岐镇，是中华人民共和国福建省宁德市福鼎市下辖的一个乡镇级行政单位。

## 行政区划
前岐镇下辖以下地区：
福东社区、岐阳社区、前岐村、照澜村、柯湾村、双屿村、薛桥村、彩澳村、小岳村、大岳村、薛家村、桥亭村、黄仁村、熊岭村、井头村、凤桐村、武垟村、西宅村、龟岭村、吴家溪村和枫树岭村。